# Энгстрём, Линниа
Агнес Линниа Мартина Энгстрём (швед. Agnes Linnéa Martina Engström; род. 2 апреля 1981, Упсала, Швеция) — шведский государственный и политический деятель, член шведской партии зелёных. Она была членом Европейского парламента в период 2014—2019. С 2019 года работает в качестве программного директора в Морском попечительском совете.

## Биография
Энгстрём получила степень магистра политических наук в Шведском колледже национальной обороны. До того, как стать членом парламента ЕС, она работала координатором по вопросам гендерного равенства в главном офисе партии зелёных и была членом правления Зеленого форума. Она работала над помощью развития, направленного на Россию, Грузию, Беларусь и Восточную Европу.
В преддверии выборов в Европейский парламент в 2014 году Энгстрем была на пятом месте в списке Экологической партии, однако, на выборах партия зелёных получила всего лишь четыре места, но после того, как лидер партии зелёных Изабелла Лёвин была назначена министром развития Швеции, Линния Энгстрём заменила Изабелла Лёвин в Европарламенте и стала депутатом Европарламента в октябре 2014 года.
Перед выборами в Европейский парламент в 2019 году Энгстрём выразила желание продолжить свою работу в Европарламенте, однако, комитет по назначениям партии зелёных решил не включать её в свой список кандидатов.

## Работа в Европарламенте
Энгстрём была первым заместителем председателя Комитета по рыболовству и депутатом-заменой в Комитете по окружающей среде, общественному здравоохранению и безопасности пищевых продуктов, Комитете по правам женщин и гендерному равенству и в делегации по связям с Китайской Народной Республикой.
В своей работе в Европейском парламенте она сосредоточилась на политике ЕС в области рыболовства, которое имеет большое значение для торговли, а также на проблемах климата и феминизма, справедливого распределения ресурсов и климатической политики. Она отвечала за формирование законодательства в таких вопросах, как торговому флоту ЕС можно и нужно вести устойчивую рыбную ловлю в водах более бедных стран, так называемое «положение о разрешении FAR-рыболовства». В середине апреля 2016 года началась работа над данным законодательством, и 12 декабря 2017 года президент Европейского парламента подписал новый закон, новое название которого было «Устойчивое управление внешним рыболовным флотом ЕС». Закон обозначает большую прозрачность и подотчётность с внешним рыболовным флотом ЕС.
Энгстрём была инициатором и докладчиком первого доклада Европейского парламента о женщинах, гендерном равенстве и климатической справедливости. В результате доклада была опубликована резолюция в январе 2018 года, и в нём содержится призыв серьёзно отнестись к проблеме изменения климата. В резолюции поднимается проблема климатических беженцев и того, что забота о климатических изменениях требует учёта гендерной проблематики. В резолюции также дается определение климатической справедливости, в которой женщины и дети наиболее уязвимы для последствий изменения климата, и говорится, что крайне важно инвестировать средства в женщин в наиболее уязвимых странах.
В мае 2016 года Энгстрём дебютировала в роли писателя с книгой «Климатический феминизм». В книге рассказывается о борьбе за климат с борьбой за более справедливый мир. «Королева-рыба: рецепт устойчивого будущего» — её вторая книга, выпущенная в мае 2017 года. В ней рассматриваются проблемы с шведскими морями и рыболовством.